# Albert-Leo Bundervoet
Albert-Leo Bundervoet MSC (ur. 7 września 1917 w Evergem, zm. 16 sierpnia 1989 w Vunapope) – belgijski duchowny rzymskokatolicki, misjonarz Najświętszego Serca Jezusowego,
arcybiskup Rabaulu.

## Biografia
Albert-Leo Bundervoet urodził się 7 września 1917 w Evergem w Belgii. 9 sierpnia 1942 otrzymał święcenia prezbiteriatu i został kapłanem misjonarzy Najświętszego Serca Jezusowego.
6 marca 1980 papież Jan Paweł II mianował go arcybiskupem Rabaulu. 11 maja 1980 przyjął sakrę biskupią z rąk biskupa gandawskiego Léonca Alberta Van Peteghema. Współkonsekratorami byli emerytowany biskup Kaolack Théophile Albert Cadoux MSC oraz biskup Manado Theodorus Hubertus Moors MSC.
Zmarł 16 sierpnia 1989.